# Герхард II (граф Гольштейн-Плёна)
Герхард II Слепой (нем. Gerhard II. der Blinde; 1254 — 28 октября 1312) — граф Гольштейн-Плён с 1290 года.
Второй сын Герхарда I фон Гольштейн-Итцехо и Елизаветы Мекленбургской. При разделе отцовского наследства получил Плён.
Первым браком был женат (свадьба 12 декабря 1275) на шведской принцессе Ингеборг (ум. 1290), дочери короля Вальдемара I. Известны четверо их детей:
- Катерина (ок. 1276 — до 1300)
- Герхард IV, граф Гольштейн-Плён
- Вальдемар (ок. 1279 — 29 июля 1306), граф Гольштейн-Шауэнбург
- Елизавета (ок. 1282 — 20 июля 1318 или 1319), муж (с 1 апреля 1296) — Оттон I Померанский.

В 1293 году Герхард II женился на Агнессе Бранденбургской, вдове короля Дании Эрика V. От неё сын
- Иоганн III (1297—1359), граф Гольштейн-Киля.